# Chamery
Chamery és un municipi francès, situat al departament del Marne i a la regió del Gran Est. L'any 2007 tenia 391 habitants.

## Demografia

### Població
El 2007 la població de fet de Chamery era de 391 persones. Hi havia 160 famílies, de les quals 48 eren unipersonals (28 homes vivint sols i 20 dones vivint soles), 52 parelles sense fills, 48 parelles amb fills i 12 famílies monoparentals amb fills.
La població ha evolucionat segons el següent gràfic:
Habitants censats

### Habitatges
El 2007 hi havia 181 habitatges, 167 eren l'habitatge principal de la família i 14 estaven desocupats. 173 eren cases i 7 eren apartaments. Dels 167 habitatges principals, 138 estaven ocupats pels seus propietaris, 16 estaven llogats i ocupats pels llogaters i 13 estaven cedits a títol gratuït; 5 tenien dues cambres, 6 en tenien tres, 27 en tenien quatre i 129 en tenien cinc o més. 144 habitatges disposaven pel capbaix d'una plaça de pàrquing. A 82 habitatges hi havia un automòbil i a 77 n'hi havia dos o més.

### Piràmide de població
La piràmide de població per edats i sexe el 2009 era:
| Homes | Edats   | Dones |
| ----- | ------- | ----- |
| 0     | 95 o +  | 0     |
| 4     | 90 a 94 | 0     |
| 4     | 85 a 89 | 4     |
| 4     | 80 a 84 | 0     |
| 4     | 75 a 79 | 16    |
| 0     | 70 a 74 | 4     |
| 12    | 65 a 69 | 12    |
| 8     | 60 a 64 | 4     |
| 12    | 55 a 59 | 12    |
| 12    | 50 a 54 | 24    |
| 24    | 45 a 49 | 12    |
| 8     | 40 a 44 | 24    |
| 8     | 35 a 39 | 20    |
| 4     | 30 a 34 | 4     |
| 16    | 25 a 29 | 12    |
| 16    | 20 a 24 | 4     |
| 8     | 15 a 19 | 12    |
| 24    | 10 a 14 | 8     |
| 12    | 5 a 9   | 12    |
| 8     | 0 a 4   | 4     |

## Economia
El 2007 la població en edat de treballar era de 264 persones, 197 eren actives i 67 eren inactives. De les 197 persones actives 191 estaven ocupades (106 homes i 85 dones) i 6 estaven aturades (2 homes i 4 dones). De les 67 persones inactives 25 estaven jubilades, 28 estaven estudiant i 14 estaven classificades com a «altres inactius».

### Ingressos
El 2009 a Chamery hi havia 167 unitats fiscals que integraven 392 persones, la mediana anual d'ingressos fiscals per persona era de 26.719 €.

### Activitats econòmiques
Dels 24 establiments que hi havia el 2007, 1 era d'una empresa extractiva, 4 d'empreses alimentàries, 4 d'empreses de construcció, 6 d'empreses de comerç i reparació d'automòbils, 2 d'empreses financeres, 2 d'empreses immobiliàries, 2 d'empreses de serveis, 1 d'una entitat de l'administració pública i 2 d'empreses classificades com a «altres activitats de serveis».
Dels 2 establiments de servei als particulars que hi havia el 2009, 1 era una lampisteria i 1 empresa de construcció.
L'únic establiment comercial que hi havia el 2009 era una fleca.
L'any 2000 a Chamery hi havia 94 explotacions agrícoles que ocupaven un total de 270 hectàrees.

## Equipaments sanitaris i escolars
El 2009 hi havia una escola elemental integrada dins d'un grup escolar amb les comunes properes formant una escola dispersa.

## Poblacions més properes
El següent diagrama mostra les poblacions més properes.